# 1499 Pori
1499 Pori eller 1938 UF är en asteroid upptäckt 16 oktober 1938 av den finske astronomen Yrjö Väisälä vid Storheikkilä observatorium. Asteroiden har fått sitt namn efter det finska namnet på staden Björneborg i Finland.
Den tillhör asteroidgruppen Eunomia.